# Barry Manilow
Barry Alan Pincus (Nueva York, 17 de junio de 1943), conocido por su nombre artístico Barry Manilow, es un cantante, arreglista y productor discográfico estadounidense. Es conocido por éxitos como «Could It Be Magic», «Mandy», «I Write the Songs», «Can't Smile Without You» y «Copacabana». En 1990 la revista Rolling Stone le proclamó "representante de nuestra generación". Ha vendido más de 75 millones de copias en todo el mundo.

## Biografía
Nació el 17 de junio de 1943 en Brooklyn, Nueva York. Descendiente de rusos e irlandeses, sus padres, Harold y Edna Pincus (quienes fallecieron en 1993 y en 1994, respectivamente) lo registraron con el nombre Barry Alan Pincus, pero más adelante, poco después de su Bar Mitzvah, su madre, quien se había divorciado de su padre y había vuelto a casarse, cambió legalmente su propio apellido y el de su hijo, utilizando desde entonces para ambos su apellido de soltera: Manilow.
Ha trabajado para varias discográficas: Bell, Arista, RCA y Concord, y también para las campañas publicitarias de muchas otras, entre ellas: Band-Aid, Kentucky Fried Chicken, Pepsi y McDonald's.
A los 21 años se casó con su novia de la juventud, Susan Deixler. Sin embargo, debido a sus compromisos artísticos, el matrimonio vio su fin dos años después.
Estudió música en la Academia de Juilliard de Nueva York y asistió a los talleres de música del insigne pedagogo Dick Grove. En 1972 conoció a la actriz y cantante Bette Midler, quien le ayudó a impulsarse como cantante. En 1973 fue contratado por Midler como pianista para sus giras, y ya antes había colaborado como arreglista en los discos de Midler. Ella se convirtió en su representante, luego de que se dio cuenta no solo de su talento sino del interés del público por él durante sus giras. Debido a este gran cambio, Manilow empezó a conocer a artistas, agentes y productores gracias a los contactos de Bette.
Ha recibido diversos premios como cantante y compositor, y también ha donado grandes sumas de dinero para asociaciones y organizaciones de derechos humanos que trabajan contra el sida y otras enfermedades, y también a favor de las campañas políticas de Hillary Clinton, Barack Obama, John Edwards, Ron Paul y Joe Biden.
Su autobiografía, publicada en 1986 por McGraw-Hill, se titula en inglés Sweet Life: Adventures on the Way to Paradise (Dulce vida: Aventuras rumbo al paraíso) (ISBN 0070399042).
Actualmente dirige un espectáculo en Las Vegas. El 5 de abril de 2017 se declaró abiertamente homosexual en una entrevista a la revista People.

## Discografía

### Álbumes de estudio
- Barry Manilow (1973)
- Barry Manilow II (1974)
- Tryin' to Get the Feeling (1975)
- This One's for You (1976)
- Even Now  (1978)
- One Voice (1979)
- Barry (1980)
- If I Should Love Again (1981)
- Here Comes the Night (1982)
- 2:00 AM Paradise Cafe (1984)
- Manilow (1985)
- Swing Street (1987)
- Barry Manilow (1989)
- Because It's Christmas (1990)
- Showstoppers (1991)
- Singin' with the Big Bands (1994)
- Summer of '78 (1996)
- Manilow Sings Sinatra (1998)
- Here at the Mayflower (2001)
- A Christmas Gift of Love (2002)
- Scores (2004)
- The Greatest Songs of the Fifties (2006)
- The Greatest Songs of the Sixties (2006)
- The Greatest Songs of the Seventies (2007)
- In the Swing of Christmas (2007)
- The Greatest Songs of the Eighties (2008)
- The Greatest Love Songs of all Time (2010)
- 15 Minutes (2011)

### Álbumes en directo
- Barry Manilow Live (1977)
- Barry Live in Britain (1982)
- Live on Broadway (1990)
- 2 Nights Live! (2004)
- Live in London (2011)
- Live at Paris Las Vegas (2011)

### Álbumes compilatorios
- Greatest Hits (1978)
- Greatest Hits Vol. II (1983)
- The Manilow Collection / 20 Classic Hits (1985)
- Greatest Hits Volume I (1989)
- Greatest Hits Volume II (1989)
- Greatest Hits Volume III (1989)
- The Songs 1975-1990 (1990)
- The Complete Collection and Then Some... (1992)
- Greatest Hits: The Platinum Collection (1994)
- Ultimate Manilow (2002)
- The Essential Barry Manilow (2005)
- The Very Best of Barry Manilow (2005)
- Beautiful Ballads & Love Songs (2008)
- The Essential Barry Manilow: Limited Edition 3.0 (2010)
- Playlist: The Very Best of Barry Manilow (2010)

### Soundtracks
- Foul Play (1978)
- Tribute (1980)
- Thumbelina (1994)
- The Pebble and the Penguin (1995)

## Vida personal
En abril de 2017 Manilow reconoció públicamente ser homosexual en una entrevista otorgada a la revista People, aseverando además que está casado desde 2014 con Garry Kief, con quien mantiene una relación sentimental desde hace décadas y es su representante artístico. La boda fue celebrada en secreto una vez que fue aprobado el matrimonio entre personas del mismo sexo en California.

## Apariciones en la cultura popular
- Aparece como estrella invitada en el capítulo de Padre de familia El regreso de Woods.[4]
- En la película Guerra De Papás 2, en la aparición del abuelo suena de fondo It's A Miracle, una de sus canciones
- En una escena de Hellboy 2: El ejército dorado del 2008,Hell Boy y su amigo  Abraham "Abe" Sapien toman unas cervezas y a la vez esté  le confiesa su amor por la princesa  Nuala,  se escucha  la canción "Can´t smile without you" una de sus canciones y estos acto seguido la entonan a viva voz bajo los efectos del alcohol.
- Will Truman, protagonista de la serie "Will y Grace" se define como fanilow, en la serie es con ese nombre como se autoproclaman los fanes de Barry Manilow.
- Igualmente se confiesa fanilow el personaje de Sam Evans de la serie "Glee".
- En la película Madagascar 2: Escape de África, en la escena en que los pingüinos vuelan para romper la presa en las selvas africanas, se escucha de fondo "Copacabana (At the Copa)", una de sus canciones.
- En el videoclip de la canción "Bi Bap Um Dera", de la banda de rock argentina "Los Visitantes", en cierto momento se ve un video musical en una televisión, en el que se lee el propio nombre de la canción, y como director del video figura Barry Manilow[5]
- En el episodio The Last Temptation of Homer (La última tentación de Homer), perteneciente a la quinta temporada de Los Simpson, Homer canta el éxito de Manilow Mandy cambiando la letra por "Mindi", en alusión a su compañera de trabajo Mindi Simons, por la que se siente repentinamente atraído.
- En el episidio 5 de la serie To old to die young, durante una escena de persecución entre el protagonista (Miles Teller) y unos criminales se escucha Mandy de Barry Manilow.
- En el episodio 24 de la segunda temporada de la serie "Friends" hay una escena en la que Rachel Green, personaje de Jennifer Aniston, aparece cantando Copacabana.[6]
- En el penúltimo episodio de la segunda temporada de la serie "Firefly Lane", durante su segunda boda con Kate, el personaje de Johnny (Ben Lawson) interpreta el tema "Mandy", sustituyendo el nombre de Mandy por Mularkey, apellido de Kate
- En la serie "Angel", creada por Joss Wheadon, el protagonista es un vampiro fanático de Barry Manilow. Aparecen referencias a Barry Manilow en varios episodios y en el episodio 2 de la 2° temporada ("Judgment"), Angel canta la canción "Mandy" en un karaoke
- En un comercial de Rexona del año 2011, suena su canción "Mandy".
- En la serie TV Jack Ryan, en la 1 temporada, el tono de llamada del teléfono móvil de un mafioso turco es la canción Copacabana.